# De Stem des Volks (Amsterdam)

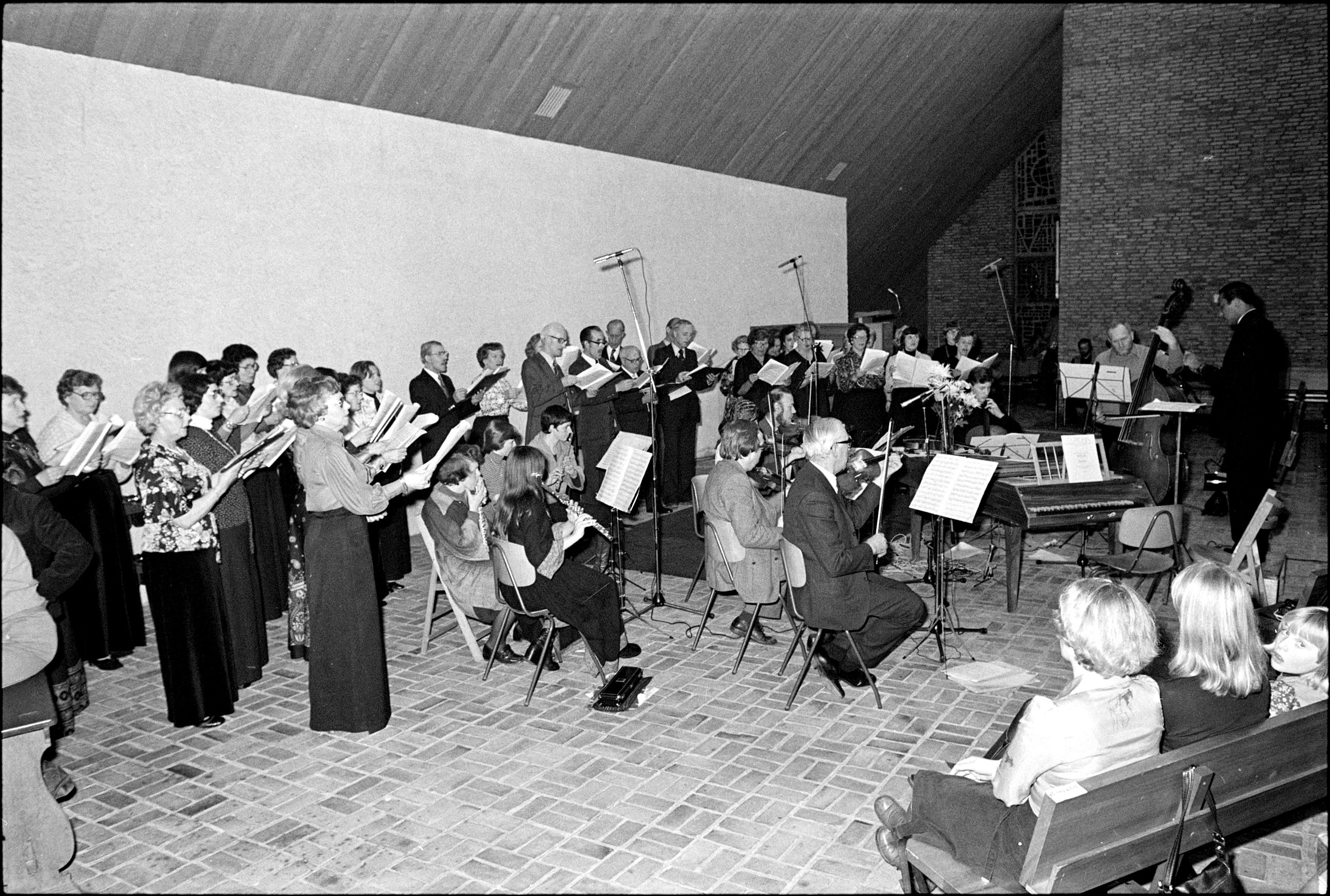
Optreden van Stem des Volks in H'kerk, maart 1977.

De Stem des Volks is een gemengd zangkoor uit Amsterdam dat bestond van 1898 tot 2002 en bekend werd door het zingen van socialistische strijdliederen.
Het koor werd opgericht door diamantsnijder Adolf Samson de Levita, de eerste koorleider was de operazanger Otto de Nobel. Op 10 april van dat jaar gaf het koor zijn eerste opvoering in de Amsterdamse zaal Plancius (tegenover Artis, thans Verzetsmuseum), met de première van de door De Levita en De Nobel geschreven Socialistenmars.
De Stem des Volks heeft een grote rol gespeeld in het populariseren van strijdliederen als de Internationale en Morgenrood, onder andere via de VARA-radio en 1 mei-bijeenkomsten van de SDAP en de PvdA. De VARA bracht ook de langspeelplaat (en later cd) De Rooden Roepen uit, waarop de liederen zijn verzameld. 
Bezielende leiders van het koor waren decennialang Jan Antoon Krelage en zijn zoon Antoon Krelage. De laatste dirigent was Wouter Schmidt.
In de loop van de meer dan honderdjarige geschiedenis van het koor werd het repertoire uitgebreid met algemeen bekende, niet-socialistische vocale werken. Dat verhinderde niet dat het koor vergrijsde en kampte met een tekort aan nieuwe leden. In 2002 werd het opgeheven.
Het koor is op een single Eeuwige kerst (1984) te horen, samen met Anny Schilder, Het Goede Doel en Kinderen voor Kinderen.